# Prosopofrontina shanxiensis
Prosopofrontina shanxiensis là một loài ruồi trong họ Tachinidae.